# Lista de maiores cidades do noroeste do Paraná por IDH

## Legendas
IDHM-L = Índice médio de longevidade da população
IDHM-E = Índice médio da qualidade de educação
IDHM-R = Índice médio de renda da população

## Ordenação decrescente por IDH
| Posição | Município            | IDHM-L | IDHM-E | IDHM-R | IDH-M |
| ------- | -------------------- | ------ | ------ | ------ | ----- |
| 1       | Cianorte             | 0,849  | 0,873  | 0,732  | 0,818 |
| 2       | Umuarama             | 0,769  | 0,898  | 0,732  | 0,800 |
| 3       | Paranavaí            | 0,744  | 0,886  | 0,732  | 0,787 |
| 4       | Tamboara             | 0,858  | 0,820  | 0,667  | 0,782 |
| 5       | Loanda               | 0,773  | 0,863  | 0,677  | 0,771 |
| 6       | Paraíso do Norte     | 0,757  | 0,841  | 0,692  | 0,764 |
| 7       | Nova Londrina        | 0,726  | 0,859  | 0,702  | 0,762 |
| 8       | São Pedro do Paraná  | 0,821  | 0,818  | 0,648  | 0,762 |
| 9       | Pérola               | 0,754  | 0,845  | 0,679  | 0,759 |
| 10      | Japurá               | 0,748  | 0,850  | 0,679  | 0,759 |
| 11      | Santa Isabel do Ivaí | 0,769  | 0,843  | 0,661  | 0,758 |
| 12      | Ivaté                | 0,800  | 0,830  | 0,625  | 0,752 |
| 13      | Xambrê               | 0,794  | 0,821  | 0,638  | 0,751 |
| 14      | Cruzeiro do Oeste    | 0,715  | 0,859  | 0,678  | 0,751 |
| 15      | São Manoel do Paraná | 0,750  | 0,854  | 0,647  | 0,750 |